# Viréon à front d'or
Pachysylvia aurantiifrons
Espèce
Statut de conservation UICN

 LC  : Préoccupation mineure
Le Viréon à front d'or (Pachysylvia aurantiifrons), aussi appelé Viréo à front doré, est une espèce de passereaux de la famille des Vireonidae.

## Répartition et sous-espèces
Selon la classification de référence du Congrès ornithologique international (version 15.1, 2025) il se répartit en trois sous-espèces :
- H. a. aurantiifrons Lawrence, 1861 — est du Panama et côte caribéenne du nord de la Colombie ;
- H. a. helvinus Wetmore & Phelps Jr, 1956 — régions tropicales du nord-ouest du Venezuela (de l'État de Zulia à Mérida et au sud de Táchira) ;
- H. a. saturatus (Hellmayr, 1906) — régions tropicales, de l'est de la Colombie au nord du Venezuela, ainsi qu'à Trinité.